# Partia Socjalistów Katalonii
Partia Socjalistów Katalonii (katal. Partit dels Socialistes de Catalunya) – katalońska partia socjaldemokratyczna, skonfederowana z PSOE. Utworzona 16 lipca 1978 roku.

## Pierwsi sekretarze PSC
1. Joan Reventós i Carner (1978–1983)
2. Raimon Obiols i Germà (1983–1996)
3. Narcís Serra i Serra (1996–2000)
4. José Montilla Aguilera (od 2000)

## Prezydenci PSC
1. Joan Reventós i Carner (1983–1996)
2. Raimon Obiols i Germà (1996–2000)
3. Pasqual Maragall i Mira (2000–2007)
4. José Montilla Aguilera (p.o. 2007–2008)
5. Isidre Molas i Batllori (od 2008)